# Vísperas asiáticas
Las Vísperas asiáticas fue un episodio de la primera guerra mitridática. En respuesta al crecimiento de la influencia de la República romana en Asia Menor, el rey Mitrídates VI del Ponto utilizó el descontento causado por los impuestos republicanos para dirigir la matanza de todos los ciudadanos romanos o itálicos que vivían en la península de Anatolia.

## Acontecimientos
La masacre fue planificada escrupulosamente por el rey, quien estaba en Éfeso, escribiendo a los sátrapas y magistrados para comenzar el mismo día en varias ciudades de la región, como Éfeso, Pérgamo, Adramitio, Cauno, Aydin, Nisa y la isla de Quíos, donde los perseguidos intentaron refugiarse en los templos, pero fueron ejecutados a flechazos mientras se agarraban de las estatuas pidiendo misericordia, sus manos les eran cortadas, a los que intentaron huir a nado por mar los ahogaron y muchas veces se forzó a los esposos ver morir a sus mujeres, quienes antes tuvieron que presenciar la ejecución de sus hijos. El objetivo eran los hablantes de latín u otra lengua itálica (durante la última etapa de la República, cientos de miles de itálicos migraron de la península al Mediterráneo) y considerados genéricamente como romanos por los asiáticos.
Los historiadores antiguos no están seguros de cuántos murieron, pero estiman que entre 80 000 y 150 000 hombres, ancianos, mujeres y niños perecieron. Los esclavos que ayudaron a matar a sus amos romanos y otros que hablaban latín fueron perdonados. 
Los cadáveres fueron dejados a la intemperie, sus bienes se repartieron entre sus asesinos, a los deudores se les ofreció la condonación de la mitad de sus deudas si participaban y se amenazó con la muerte a aquel que los enterrara o intentara salvar a los romanos. Los sobrevivientes fueron los que alcanzaron a huir a Rodas, fiel aliada de la República. La matanza llevó al Senado romano a ordenar una invasión masiva a cargo de Lucio Cornelio Sila. 
La fecha de cuando sucedió es objeto de disputa. El historiador británico A. N. Sherwin-White creía que fue a finales del 89 o inicios del 88 a. C. Su colega austriaco, Ernst Badian, creía que la precisión era imposible, pero posiblemente en la primera mitad del 88 a. C., sin poder ser después de la mitad de ese año.
Cuando los ejércitos de Mitrídates VI entraron en Grecia, en el 87 a. C., los romanos que vivían en la zona se rebelaron contra Atenas, apoderándose de Delos y otros bastiones, resultando masacrados unos 20 000 por Arquelao, general póntico.
El término Vèpres éphésiennes fue acuñado en 1890 por el francés Théodore Reinach en analogía con las vísperas sicilianas de 1282. Los historiadores posteriores adoptaron el uso de vísperas como eufemismo de masacre.

### Antiguas
- Apiano. Guerras mitridáticas. Libro 12 de Historia Romana. Digitalizado en Perseus. Basado en obra de 1899, Nueva York, editorial The MacMillan Company, traducción latín-inglés por Horace White.
- Flavio Eutropio. Compendio de la Historia romana. Digitalizado en Tertullian. Basado en traducción latín-inglés por John Selby Watson, Londres: George Bell and Sons, 1886. Digitalizado en latín por The Latin Library. Véase libro V.
- Memnón de Heraclea Póntica. Historia de Heraclea. Digitalizado en web Attalus. Basado en traducción griego-inglés de Andrew Smith, 2004. Véase cap. 22-40.
- Mestrio Plutarco. Vidas paralelas. Vida de Sila. Libro 3 de Vidas paralelas. Digitalizado en Perseus. Basado en la obra de 1920, editada por William Heinemann. Traducción latín-inglés por Bernadotte Perrin, Harvard University Press. En español en Imperium.org.
- Paulo Orosio. Historia contra los paganos. Traducción latín-inglés, introducción y notas por A. T. Fear, 2010, Liverpool University Press, ISBN 9781846312397. Véase Libro VI. Versión en latín de Attalus, basada en edición de Karl Friedrich Wilhelm Zangemeister, 1889, Viena, corregida por Max Bänziger.
- Valerio Máximo. Hechos y dichos memorables. Libro 9. Digitalizado por Perseus. Edición latina de Karl Friedrich Kempf, Leipzig: Teubner, 1888.

### Modernas
- Badian, Ernst (1976). "Rome, Athens and Mithridates". American Journal of Ancient History, núm. 1, pp. 105-128.
- Brunt, P. A. (1971). Italian manpower, 225 B.C.-A.D. 14. Oxford University Press.
- Reinach, Théodore (1890). Mithridate Eupator, roi de Pont. París: Firmin-Didot.
- Sherwin-White, A.N. (1980). "The Opening of the Mithridatic War". Miscellanea di studi classici in onore di Eugenio Manni. Editado por M.J. Fontana, M.T. Piraino & F.P. Rizzo. Tomo VI, Rome: Giorgio Bretschneider Editore. ISBN 88-85007-39-2.

- Datos: Q2037261